# Venan Entertainment
Venan Entertainment, Inc. és una empresa desenvolupadora de videojocs per als mòbils situada a Cromwell, Connecticut. Venan ha llançat fa poc High Seas: Guns & Gold, un videojoc que tracta de pirates al Carib. El 2006, Venan va llançar alguns títols importants com TI Street Racing, True Crime: New York City, i NBA Live 07 (3D). Han publicat els següents títols:
- Super Putt Classic (2003)
- CBS Sportsline Track & Field 2004 (2004)
- Bill Parcells Football Camp (2004)
- Winter Games (2004)
- Crank Yankers: Connect the Call (2005)
- Harlem Globetrotters (2005)
- Super Putt Xtreme (2005)
- South Park Mecha Fighter (2005)
- JAWS (2006)
- JAWS (3D) (2006)
- TI Street Racing (2006)
- True Crime: New York City (2006)
- NBA Live 07 (3D) (2006)
- High Seas: Guns & Gold (2006)